# NGC 4622
NGC 4622 je spiralna galaktika u zviježđu Centauru. 

## Vanjske poveznice
- (engl.) SEDS: NGC 4622
- (engl.) Revidirani Novi opći katalog
- (engl.) Izvangalaktička baza podataka NASA-e i IPAC-a
- (engl.) Astronomska baza podataka SIMBAD
- (engl.) VizieR